# 钛 (电影)
《钛》（法語：Titane）是一部2021年法国和比利时合拍的肉體恐怖剧情片，由茱莉亞·迪古何諾编剧和执导。该片由阿加特·罗素、文森·林頓、加朗斯·马里利埃和Laïs Salameh主演。
2021年7月13日在第74屆坎城影展上进行全球首映，迪古何諾成为第二个获得金棕榈奖的女导演。2021年7月14日由Diaphana公司在法国发行。代表法国参与第94届奥斯卡金像奖角逐。

## 剧情
小女孩艾莉西亚在父亲开车的时候脱下安全带，父亲恼怒到转过头来责备她，结果出了车祸。艾莉西亚颅骨严重受损，脑里植入了金属。出院的时候，她避开父母，与家里的车热情相拥。
多年以后，艾莉西亚长大成人，脑袋一侧留下了大大的疤痕。她在汽车展览会当表演女郎，骚首弄姿，十分耀眼。同事贾斯婷与她调情。一天夜里下班，热情的男粉丝跟着艾莉西亚来到停车场，跟她表白，还想强吻她，她用大发簪扎死了他。她回家洗澡，洗去男子留在他身上的口水，此时展厅内传出砰砰的声音。她循着声音的方向，来到方才站在上面跳热舞的车子旁，赤身裸体走进车内，在车里摩擦自己的身体，把车子点着，自己也弄得性高潮。后来，艾莉西亚成了连环杀手，过去几个月杀害数人。父母不知道她犯罪的事情，还和她住在一起，但双方关系疏远。艾莉西亚发现自己不知怎的突然怀孕，想用发髻流产，但没有成功。
艾莉西亚出现在同事的派对上，与贾斯婷做爱，过程中杀掉对方及其他目睹作案过程的宾客，只有一位女性仓皇逃出。回到家中，艾莉西亚将父母锁在房间中，放火烧掉自己家。为了躲避警方的通缉，艾莉西亚改变形象，剪去自己的头发，用胶带紧紧裹住胸部和日渐膨胀的肚子，还打断自己的鼻子。事后去找警察，说自己是10年前失踪的7岁男童阿德里安。阿德里安的父亲文森特认为艾莉西亚就是自己的儿子，没有做基因检测。
身为消防队长的文森特带艾莉西亚去自己上班的消防局，把她介绍给手下的消防队员认识。大伙看着默不作声、打扮中性、仿佛有心理创伤的“阿德里安”，总觉得不对劲，但也不敢质疑队长的行为。艾莉西亚在文森特手下见习，深得对方重视。一位前辈见文森特偏袒艾莉西亚，拿她的身份跟文森特对质，文森特要他赶紧闭嘴，再也不要讲他儿子的事情。为了保住健硕的形体，文森特时常折磨自己，将甾体打入衰老的身体里，但现在他发现自己的身体已经对甾体产生了抵抗力。艾莉西亚日渐不满文森特监管，打算逃离消防局。然而，文森特快要因注射甾体而死时，艾莉西亚选择留在他身旁。
与文森特关系疏远的前妻登门拜访，来看“儿子”，结果发现了身怀六甲的艾莉西亚。前妻答应保守秘密，不出手干涉前夫的妄想。此时，文森特在艾莉西亚洗澡后，看到她的胸部。尽管如此，文森特还是帮她遮住身子，答应照顾她。艾莉西亚的身体日渐崩溃，胃部皮肤破裂，露出全新的金属片，乳房和阴道流出了机油。分娩那天，艾莉西亚向文森特透露自己的真名。文森特帮艾莉西亚分娩，艾莉西亚最后用力的那一刻，头部有钛金属的一侧裂开。文森特噙着泪水，抱住脊椎由钛制成的新生儿，嘴里反复念叨：“我在这。”

## 演员
- 阿加特·罗素 饰 艾莉西亚/阿德里安（Alexia/Adrien）
- 文森·林頓 饰 文森（Vincent）
- 加朗斯·马里利埃 饰 贾斯婷（Justine）
- Laïs Salameh 饰 瑞安（Rayane）
- Myriem Akheddiou 饰 阿德里安的母亲
- Bertrand Bonello 饰 艾丽西亚的父亲
- Dominique Frot 饰 老妪
- Adèle Guigue 饰 少女艾莉西亚
- Céline Carrère 饰 艾莉西亚的母亲
- Thibault Cathalifaud 饰 艾莉西亚的拥趸

## 制作
2019年9月，文森·林頓和阿加特·罗素宣布加入该片的演员阵容，由茱莉亞·迪古何諾编写剧本执导该片。Neon将在美国发行该片。
主体拍摄于2020年9月开始。影片制作最初定于2020年4月开始，但由于新冠疫情而推迟。

## 发行
2021年6月，Altitude Film Distribution和Film4共同获得了该片的发行权。2021年7月13日，该片在第74屆坎城影展上进行了全球首映。闭幕式开始时，评委会主席史派克·李被用法语告知要揭晓"第一个颁发的奖（first prize）"，但他将这句话误解为"第一名（first place）"。结果，他过早地透露该片获得了金棕榈奖，使迪古何諾成为第二位获得该奖项的女导演。

## 回响
在爛番茄上根据19条评论，持有95%的新鲜度，平均得分7.40/10。在Metacritic上，電影獲得了平均73分（满分100分），意味着“普遍好评”。